# Daemon (альбом)
Daemon — шестой студийный альбом норвежской блэк-метал-группы Mayhem. Цифровой релиз состоялся 19 октября 2019 года на Century Media Records, что является дебютом коллектива на мейджор-лейбле. Из-за производственных проблем выпуск на физических носителях последовал только 8 ноября того же года.

## Об альбоме
Группа отправилась в студию вскоре после юбилейного тура De Mysteriis Dom Sathanas Alive, в ходе которого группа полностью исполняла свой дебютный альбом по всему миру. Многие критики предположили, что тур оказал большое влияние на звучание Daemon, и многие сравнивали его с этим альбомом. Альбом также был выпущен спустя несколько месяцев после выхода полубиографического фильма «Повелители хаоса», что повысило популярность и интерес к группе.
Во время рекламных интервью для альбома Некробутчер утверждал, что он «сам намеревался убить Евронимуса, но Варг опередил [его] в этом», а также утверждал, что норвежская полиция знала о заговоре Викернеса с целью убить Евронимуса, заявив: «Но догадывался ли я, что норвежская полиция уже знала, что граф Гришнак [Варг] собирался убить его, потому что они прослушивали его телефон, и он действительно говорил об этом убийстве до того, как поехал в Берген, так что полицейские уже знали, что он приближался, поэтому они, вероятно, думали про себя: „Мы не арестовали этого парня за поджоги церкви, так что давайте арестуем его за убийство и заодно избавим Осло от этого парня“. Так в принципе и произошло». Он не представил никаких доказательств этого обвинения против норвежской полиции.
На бонусном диске к альбому есть кавер на песню «Disgusting Semla» группы Morbid, в которой участвовал бывший вокалист Дэд до прихода в Mayhem.

## Отзывы критиков
После выпуска Daemon получил отличные отзывы критиков. Британское издание Metal Hammer присвоило ему 4,5 балла из 5 и сильно сравнивало его с дебютным альбомом группы De Mysteriis Dom Sathanas. Metal Storm присвоил ему 7,8 балла из 10, написав, что на этой пластинке коллектив возвращается к своим истокам, и что Mayhem «оставили позади экспериментальное и диссонирующее звучание» предыдущих релизов. Consequence of Sound оценили альбом на A-, назвав его «возвращением к форме». Blabbermouth присвоил ему 9 баллов из 10. Sputnikmusic был более критичен, присвоив ему только 3 балла из 5, заявив, что «Daemon — это солидная доза блэк-метала, но не более того»

## Список композиций
| №                   | Название                           | Текст песни         | Музыка              | Длительность |
| ------------------- | ---------------------------------- | ------------------- | ------------------- | ------------ |
| 1.                  | «The Dying False King»             | Teloch              | Teloch              | 3:45         |
| 2.                  | «Agenda Ignis»                     | Teloch              | Teloch              | 4:34         |
| 3.                  | «Bad Blood»                        | Некробутчер         | Ghul                | 4:58         |
| 4.                  | «Malum»                            | Hellhammer          | Ghul                | 5:05         |
| 5.                  | «Falsified and Hated»              | Teloch              | Teloch              | 5:48         |
| 6.                  | «Aeon Daemonium»                   | Teloch              | Teloch              | 6:03         |
| 7.                  | «Worthless Abominations Destroyed» | Teloch              | Teloch              | 3:48         |
| 8.                  | «Daemon Spawn»                     | Teloch              | Teloch              | 6:02         |
| 9.                  | «Of Worms and Ruins»               | Ghul                | Ghul                | 3:48         |
| 10.                 | «Invoke the Oath»                  | Аттила Чихар        | Teloch              | 5:33         |
| Общая длительность: | Общая длительность:                | Общая длительность: | Общая длительность: | 47:21        |

| №                   | Название                  | Длительность |
| ------------------- | ------------------------- | ------------ |
| 11.                 | «Everlasting Dying Flame» | 5:53         |
| 12.                 | «Black Glass Communion»   | 4:25         |
| Общая длительность: | Общая длительность:       | 59:41        |

| №                   | Название                             | Длительность |
| ------------------- | ------------------------------------ | ------------ |
| 1.                  | «Everlasting Dying Flame»            | 5:52         |
| 2.                  | «Black Glass Communion»              | 4:25         |
| 3.                  | «Evil Dead» (кавер на Death)         | 2:59         |
| 4.                  | «The Truth» (кавер на Death Strike)  | 3:03         |
| 5.                  | «Disgusting Semla» (кавер на Morbid) | 3:06         |
| Общая длительность: | Общая длительность:                  | 19:25        |

## Участники записи
Mayhem
- Аттила Чихар — вокал
- Teloch — гитара
- Ghul — гитара
- Некробутчер — бас-гитара
- Хеллхаммер — ударные

Производственный персонал
- Necromorbus — продюсирование, сведение, звукоинженер
- Томас «PLEC» Йоханссон — мастеринг
- Даниэль Валериани — обложка

## Чарты
| Чарт (2019)                            | Высшая позиция |
| -------------------------------------- | -------------- |
| Австрия (Ö3 Austria)                   | 35             |
| Бельгия/Фландрия (Ultratop)            | 78             |
| Венгрия (MAHASZ)                       | 28             |
| Бельгия/Валлония (Ultratop)            | 125            |
| Германия (Offizielle Top 100)          | 18             |
| Италия (Classifica album)              | 84             |
| Испания (PROMUSICAE)                   | 78             |
| США (Billboard Top Heatseekers Albums) | 4              |
| Финляндия (Suomen virallinen lista)    | 8              |
| Франция (SNEP)                         | 145            |
| Швеция (Sverigetopplistan)             | 32             |
| Швейцария (Schweizer Hitparade)        | 37             |